# 野依秀市
野依 秀市（のより ひでいち、1885年（明治18年）7月19日 - 1968年（昭和43年）3月31日）は、日本のジャーナリスト、思想家、歴史家、評論家、政治家。本名同じ。旧名義は野依 秀一（のより しゅういち）。筆名は不屈生。
明治・大正・昭和の3つの時代にわたって活動し、雑誌『実業之世界』、日刊紙『帝都日日新聞』、仏教雑誌『真宗の世界』等を創刊・運営した。また、「右翼ジャーナリスト」、「言論ギャング」、「ブラック・ジャーナリズムの祖」等の異名を持った。敗戦後のGHQ検閲（プレスコード）による没収図書は個人では断トツであり、表の言論史では抹殺された存在である。慶應義塾で机を並べた石山賢吉とは表と裏の関係になった。戦後の新右翼である児玉誉士夫や四宮正貴らから師として仰がれている。

## 経歴

### 出生から慶應義塾入学
1885年（明治18年）、呉服屋を営む野依幸蔵と妻・テフの次男として大分県下毛郡中津町字新博多町（現在の中津市）に生まれる。父の家庭内暴力から母の実家で暮らすことも多く、尋常小学校卒業後は父から離れて叔父・暦三の家に寄宿し、高等小学校に通う。郷里の英雄である福澤諭吉に憧れ、1899年（明治32年）の春に福沢諭吉の書生を目指して上京したが病気中の福澤との面会は叶わず、同郷の代議士・江島久米雄宅に寄食したのち中津に戻る。
1900年（明治33年）、叔父が創業した中津紡績工場の門番となり山陽鉄道大阪荷扱所の給士となり、大阪普通学校の夜学に通う。1903年（明治36年）に上京し、同郷人である朝吹英二の息子・朝吹常吉を訪れ、さらに磯村豊太郎（三井物産営業部長）を訪問して磯村から堀田正亨子爵家の書生奉公を紹介され、親戚筋の五島子爵家の玄関番に採用される。給料を得て、旧制慶應義塾商業学校（現在の慶應義塾大学商学部）に夜学生として入学。一年先輩の保田将一、高田武、石山賢吉らと校友会機関誌を発行する話が持ち上がり、『三田商業界』（のちの『実業之世界』）を発刊するため三田商業研究会を発足させる。会長には慶應義塾大学教授の桑原虎治、江副廉蔵（三井物産ニューヨーク支店主任）を迎え、1905年（明治38年）11月3日に創刊。

### ジャーナリズムの世界へ

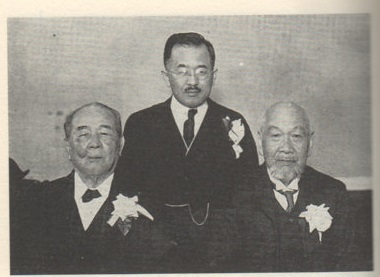
1929年の『実業之世界』20周年記念講演会時の野依（後列）、前列は渋沢栄一（左）と三宅雪嶺（右）

『三田商業界』の名士談話で渋沢栄一や福沢桃介、慶應義塾塾長・鎌田栄吉、同教授堀江帰一、同教授藤原惟郭の論説を掲載。雑誌『太陽』の人物月旦を担当していた山路愛山が書いた「野依秀一論」（1909年5月1日号） で既に明治のジャーナリズムに認知される存在となっていく。印刷部数350部で始まった雑誌は日露戦争後には3000部に達するまでとなった。
1906年（明治39年）、田中正造等との対談を経て武藤山治と行動を共にし、神戸へ下るが再度上京、日本新聞社社長・伊藤欽亮と対面し。新聞『日本』に入社。日本新聞社広告主任を経て、1907年（明治40年）、『大日本実業論』を創刊。同誌を『活動之日本』に吸収させる形で隆文館に入社。ここで後に『実業之世界』の社員となる堺利彦、白柳秀湖、安成貞雄を知る。
『大日本実業評論』の創刊号に「権利株製造屋の首領男爵渋沢栄一を難ず」を書いて渋沢栄一を批判した事がきっかけとなり、矢野恒太（第一生命保険専務）の紹介で服部金太郎（精工舎社長）と会談。服部との会談がきっかけとなり、1908年に渋沢栄一と対談。この対談で野依に感銘を受けた渋沢は野依に金銭的及び人脈的な恩恵を与え、更には「野依後援会」の発起人となった。1909年2月14日には渋沢は『実業之世界』第一周年読者大会に野依と同行。
1908年（明治41年）から『実業之世界』にて元老・伊藤博文や後藤新平、高橋是清、新渡戸稲造らに行った突撃取材が好評を博し、更に三宅雪嶺が『実業之世界』の巻頭論説を担当した。後に京成電気軌道社長となる後藤圀彦は「野依秀一は織田信長の再来である」と演説した。1909年（明治42年）に「日本青年党」の結成を宣言し、押川春浪が筆頭委員に就任。活動の幅を広げていく。

### 大正時代
1910年（明治43年）より東京電燈会社に対する料金値下げキャンペーンを開始し、社長・佐竹作太郎宛てに出刃包丁を送り付けた問題で巣鴨刑務所に入獄。1911年（明治44年）に保釈。この時、平民病院にて大杉栄や荒畑寒村らと知り合う。1912年（明治45年）より『実業之世界』にて「自由主義者新渡戸博士の口禍をわらふ」にて第一高等学校校長・新渡戸稲造を批判。更に明治政府の秘密資金援助を受けて飛躍的に発展した『東京朝日新聞』と新渡戸稲造の関係を追及。又、新渡戸の下半身問題も掲載した。1913年（大正2年）に記事の影響を受けた細川嘉六が新渡戸校長排斥演説を行った事が起因となり、ついに新渡戸は一高校長を辞任した。
1914年（大正3年）に愛国生命保険恐喝容疑で再逮捕。拘留中の雑誌編集は野依の支援者である三宅雪嶺、渋沢栄一、大木遠吉、頭山満、福沢桃介、三浦梧楼、小柳津勝五郎等が担当した。尚、この後野依は『実業之世界』創刊以来10年半を獄中で過すこととなる。1915年（大正4年）に三宅雪嶺夫妻の晩酌で武田のぶ子と結婚。1916年（大正5年）に保釈中の不謹慎活動により禁固4年の実刑が確定し豊多摩刑務所に入る。野依服役中の『実業之世界』社長には金子幸吉が就き、田岡嶺雲、幸徳秋水が協力した。
1920年（大正9年）に出獄し、星製薬社長・星一の別荘にて静養。獄中の4年間で「親鸞の弟子」となった事を宣言し浄土真宗に帰依する。1921年（大正10年）に京都にて大日本真宗宣伝教会を創設し、支援者からの寄付により仏教真宗会館を創設。雑誌『真宗の世界』を創刊した。編集主任に勝岡廓善を迎え、評議員に島地大等、谷本富、高楠順次郎、村上専精、藤岡勝二、常盤大定、高島米峰、前田慧雲、梅原真隆。次いで東本願寺系の石川舜台、南條文雄、鈴木法琛が加わった。次いで1926年（大正15年）に『仏教思想』を創刊、編集顧問に友松円諦（慶大教授）、加藤精神（真言宗豊山派管長）戦後は『世界仏教』として復刊された。1923年（大正12年）には仏教童話雑誌『ルンビニ』を発刊。

### 皇室中心主義者として

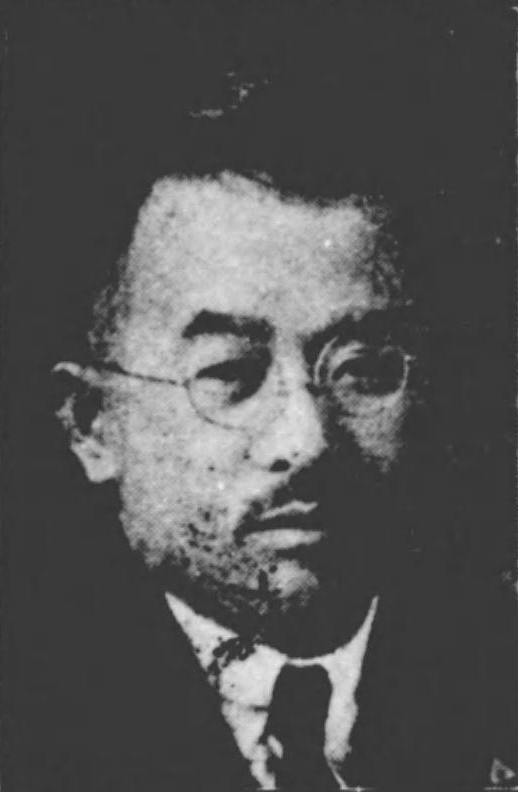
衆議院議員時代の野依

1924年（大正13年）に立憲政友会に入党、第15回衆議院議員総選挙に出馬するも元田肇に敗れ落選。この頃、「有田ドラッグ」への糾弾キャンペーンを開始。1926年（大正15年）に鈴木喜三郎内相の特高警察による立憲民政党と日本共産党への弾圧（三・一五事件）を支持し、『実業之世界』にソビエト連邦亡命中の片山潜から届く通信文を載せ、『国賊大阪及東京朝日新聞膺懲論』（1928年）を皮切りに朝日新聞社批判キャンペーンを本格化させる。『実業之世界』1928年6月号では長谷川國雄を退社に追い込むなど手腕を発揮。更に、朝日新聞の新聞拡販団と河合徳三郎が設立した暴力団との関係を暴いた。
1929年（昭和4年）に「秀一」から本名「秀市」に変更。翌年、選挙違反のために指名手配され、潜伏先の有馬温泉で逮捕。しかし、選挙違反事件が大分県で野依の声望をかえって高め、小野兼より『大分日日新聞』の経営権を譲渡され社長に就任。第18回衆議院議員総選挙にて大分1区より初当選。同年、『帝都日日新聞』を創刊。三宅雪嶺が社賓として大一面のコラムを執筆、編集局長に大友温、門屋博（南京政府顧問）、文化部長に草野心平を迎えた。主だった編集部員は、坂本徳松、小堀甚二、小森武、樋口見治、山崎一芳、長部慶一郎、島崎翁助など。帝日は「国賊朝日新聞キャンペーン」や野間清治に対する批判を積極的に展開した。
1934年（昭和9年）国粋大衆党員による野依拉致事件が発生。この頃、近衛文麿に接近し、度々インタビューを行う。1939年（昭和14年）に日本軍が天津イギリス租界を封鎖すると、野依は自社ビル屋上に「打倒英国」の大看板を掲げ、「東亜再建座談会」を組織。メンバーは鈴木庫三、譚覚真、吉田政治、堀切善兵衛、永井柳太郎。その後、野依は『帝都日日新聞』において「米本土空襲論」、「打倒英米論」を唱え続ける。1940年（昭和15年）に『東京毎日新聞』の発行・営業権を5万円で買収した。1942年（昭和17年）の東京市会議員選挙に立候補したが落選した。

### 戦後
1947年（昭和22年）に公職追放令G項該当者に指名される。帝日では他に坂本徳松と宇野正盛が指名された。追放解除後の1955年（昭和30年）の第27回衆議院議員総選挙で日本民主党公認で当選 し、日本民主党総務に就任。1958年（昭和33年）の第28回衆議院議員総選挙で落選。同年『帝都日日新聞』を復刊した。
晩年は仏教活動や紀元節復活運動等を展開。『帝都日日新聞』を児玉誉士夫に譲り、1968年（昭和43年）心不全のため死去。

## エピソード
- 野依は『実業之世界』7周年記念号にて鎌田栄吉（慶應義塾塾長）、渋沢栄一男爵、大木遠吉伯爵、武藤山治（鐘紡総裁）、三宅雪嶺博士、幸田露伴博士、桑原虎治慶大教授を7大恩人として紹介している。
- 中津市に、盟友の内閣総理大臣・岸信介直筆による｢野依秀市翁頌徳碑｣が民家の陰に隠れて存在する。
- 南次郎陸軍大将と共に、双葉山後援会を立ち上げ、副会長に就任し晩酌人も務めた。
- 自由民主党副総裁・大野伴睦は「興国新聞は『帝日』のみ」と祝辞を寄せた[21]。
- 右翼思想家であったが社会主義者や共産主義者とも親しく交際し、『実業之世界』の社員として迎え入れた。

## 主な特集記事・著書
- 『烈士山口二矢君・国民精神の鼓舞』（1961年）
- 『国賊大阪及東京朝日新聞膺懲論』（1928年）